# São João do Monte e Mosteirinho
São João do Monte e Mosteirinho (oficialmente: União das Freguesias de São João do Monte e Mosteirinho) é uma freguesia portuguesa do município de Tondela, com 65,13 km² de área e 780 habitantes (censo de 2021). A sua densidade populacional é 12 hab./km².

## História
Foi criada aquando da reorganização administrativa de 2012/2013, resultando da agregação das antigas freguesias de São João do Monte e Mosteirinho.

## Demografia
A população registada nos censos foi:
| Distribuição da População por Grupos Etários | Distribuição da População por Grupos Etários | Distribuição da População por Grupos Etários | Distribuição da População por Grupos Etários | Distribuição da População por Grupos Etários | Distribuição da População por Grupos Etários |
| -------------------------------------------- | -------------------------------------------- | -------------------------------------------- | -------------------------------------------- | -------------------------------------------- | -------------------------------------------- |
| Antes da agregação                           |                                              |                                              |                                              |                                              |                                              |
| Ano                                          | 0-14 anos                                    | 15-24 anos                                   | 25-64 anos                                   | >= 65 anos                                   | Total                                        |
| 2001                                         | 177                                          | 165                                          | 662                                          | 315                                          | 1319                                         |
| 2011                                         | 89                                           | 117                                          | 562                                          | 311                                          | 1079                                         |
| Após a agregação                             |                                              |                                              |                                              |                                              |                                              |
| Ano                                          | 0-14 anos                                    | 15-24 anos                                   | 25-64 anos                                   | >= 65 anos                                   | Total                                        |
| 2021                                         | 43                                           | 53                                           | 364                                          | 320                                          | 780                                          |